# Time Machine (ソフトウェア)
Time Machine（タイムマシン）とは、Appleが開発するmacOSに搭載されているバックアップ機能である。Mac OS X v10.5以降で対応している。

## 概要
macOSに内蔵されているバックアップ機能であり、ユーザーのファイル・フォルダに加えてシステムファイル・アプリケーション・環境設定など、コンピュータ全体を自動的にバックアップする。バックアップのための専用のボリューム（外付けハードディスクやNASなど）が必要になるが、バックアップ用に使用していない分はTime Machine以外に使用可能である。
バックアップは、1時間ごとの増分バックアップで行われるが、ハードリンクによりファイル構成上は毎回フルバックアップのような見かけになっており、バックアップの高速化とディスク容量の低消費などを実現している。バックアップデータは24時間〜1ヶ月までは1日単位、1ヶ月以降は週単位と自動的に間引かれ、さらに、バックアップに使用する容量が不足する場合には、自動で古いバックアップから順にデータが削除され、必要な容量が確保される。個別にバックアップ対象外のファイルを指定することもできる。バックアップ済みのファイルを削除することも可能である。
Time Machine のバックアップでは、Mac OS X v10.4 より Kernel に組み込まれたファイルシステムイベントの追跡機能（FSEvents）によって、効率的に変更のあったディレクトリの情報のみを取得している。この手法は launchd の WatchPaths などでもみられる。Time Machine の機能は Linux における inotify に rsync を組み合わせファイルブラウザに操作画面を統合したようなものであると考えることができる。
リストア作業はFinderやSpotlightから操作できるほか、特徴的なGUIを利用することもできる。CUI からは tmutil コマンドで細かな操作を行うことができる。コンピュータ全体をバックアップしているため、Time Machineからシステムを復元することや、新規インストール後に移行アシスタントを使ってバックアップ元の環境を引き継ぐことも可能である。
Mac OS X Lion以降で実装されたFileVault2により、Time Machineのバックアップ先ドライブを暗号化することもできるようになった。
かつてAppleはTime Machineのバックアップ先として、AirMac ベースステーションにハードディスクドライブを組み合わせたTime Capsuleを発売していた。またmacOS Server を導入することでTime Machineサーバを作ることができたが、macOS High Sierraからは OS の機能として組み込まれファイル共有の設定画面から選択できるようになった。
macOS Big SurでAPFSに対応し、より高速でコンパクトとなり、信頼性を増した。

## 類似するバックアップツール
Windows 8 ファイル履歴 (File History)
ユーザーのファイル・フォルダを一定の時間間隔でバックアップするWindows 8の新機能。登場前よりTime Machineに類似するバックアップ機能と言われていた。
FlyBack
Linux向けのバックアップソフト。UNIXコマンドrsyncを利用してバックアップを作成しており、Time Machine同様にファイルシステム全体の自動バックアップを実現している。
Dumpfs / pdumpfs
pdumpfsは毎日のバックアップをスナップショットで保存するバックアップシステム。Plan 9のために開発されたDumpfsから派生している。pdumpfsにはWindows版も開発されている。